# Aardbeving Golf van Genua 1887

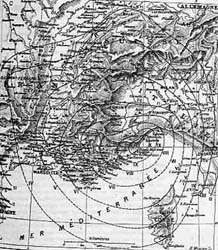
Aardbeving in de Golf van Genua

De Aardbeving in de Golf van Genua deed zich voor op 23 februari 1887 en veroorzaakte grote menselijke en materiële schade langsheen de Ligurische kust. Er werden meer dan 600 doden geteld en bijna evenveel gewonden. Verschillende dorpen werden volledig vernield en er waren ongeveer 30.000 daklozen.
De aardbeving bestond uit een reeks van schokken die begonnen in de vroege ochtend van 23 februari. De dorpen Diano en Oneglia werden volledig vernield en er was zware schade in Savona, Porto Maurizio, Taggia, Albenga, Alassio, Albissola en Bussana. In Savona scheurden schoorstenen van fabrieken en verschoof het kruis op de kathedraal om zijn as, wat wijst op een verticale beweging. In Alassio werd waargenomen dat de zee zich drie maal terugtrok en daarna in een vloedgolf de huizen aan het strand overspoelde. Ook in Frankrijk, bijvoorbeeld in Menton en Nice, was er aanzienlijke schade.

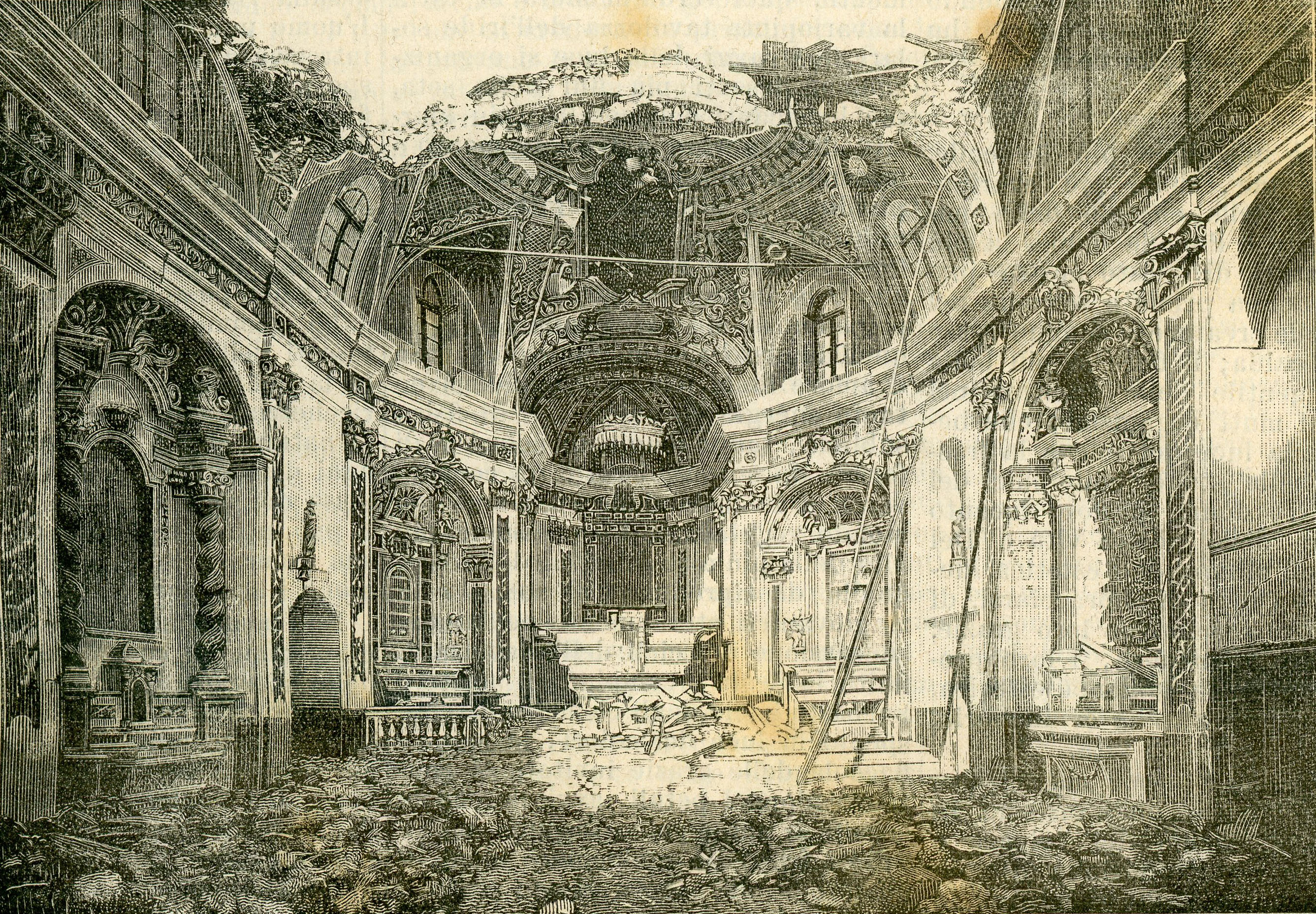
Vernielde kerk in Bajardo